# Evangelische Kirche (Oberweidbach)

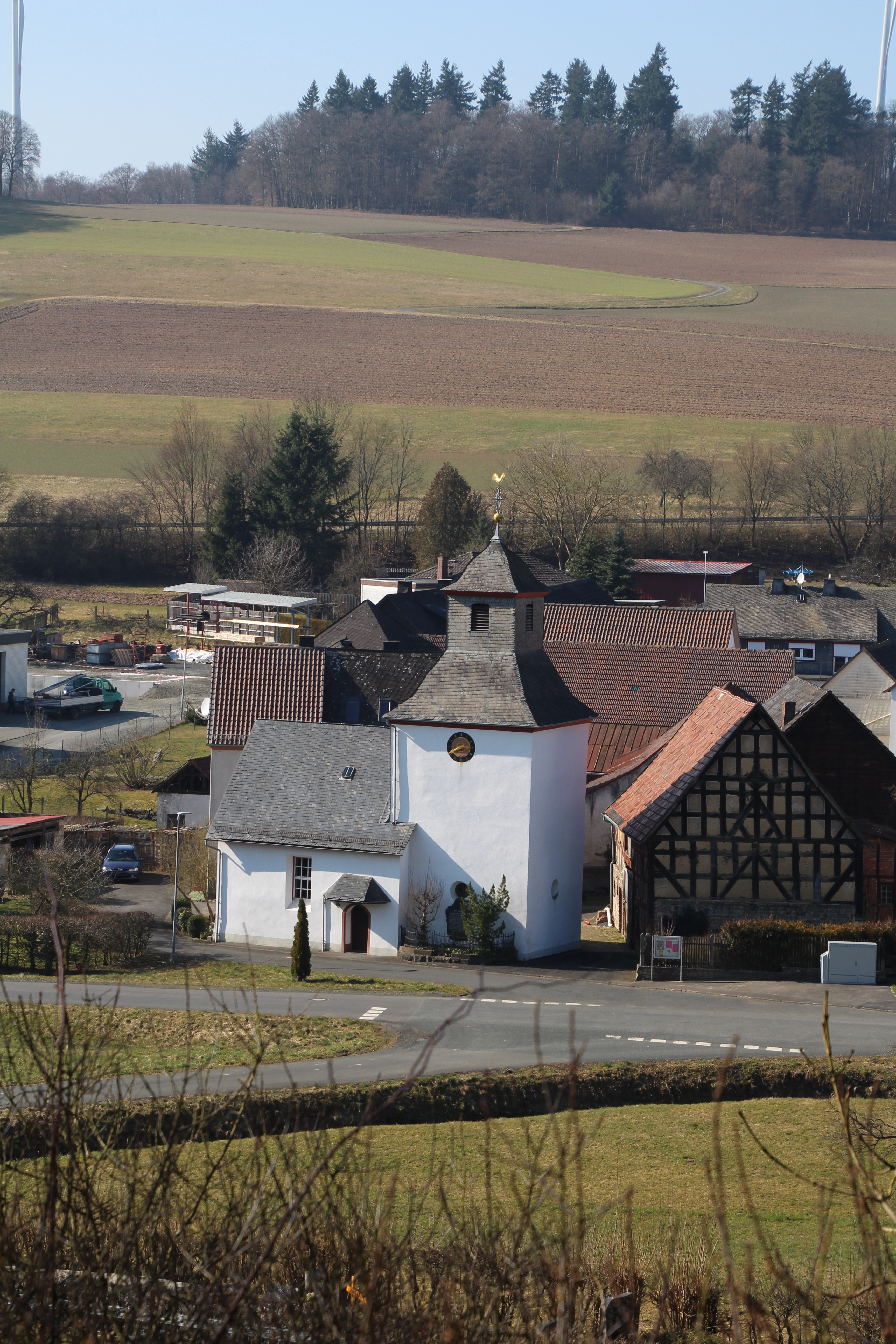
Evangelische Kirche in Oberweidbach

Die evangelische Kirche Oberweidbach ist ein denkmalgeschütztes Kirchengebäude in Oberweidbach, einem Ortsteil der Gemeinde Bischoffen im Lahn-Dill-Kreis in Hessen. Die Kirche gehört zur Kirchengemeinde Niederweidbach im Dekanat Biedenkopf-Gladenbach in der Propstei Nord-Nassau der Evangelischen Kirche in Hessen und Nassau.

## Beschreibung
Der romanische Chorturm im Osten stammt aus der ersten Hälfte des 13. Jahrhunderts. Die Ochsenaugen im kreuzgratgewölbten Erdgeschoss des Turms wurden erst später eingebrochen. Die von Erhardt Klonk gestalteten Fenster wurden erst 1967 eingebaut. Aus dem schiefergedeckten Pyramidendach von 1776 sitzt ein Aufsatz, hinter dessen Klangarkaden sich der Glockenstuhl verbirgt. 
Das Kirchenschiff in seiner heutigen Form und Größe wurde 1650/1660 errichtet. Der Innenraum ist mit einer Flachdecke überspannt, deren hölzerne Stütze in der Mitte nach Einbau eines Unterzuges um 1960 entfernt wurde. Die L-förmige Empore hat eine altertümliche Brüstung. Über dem Altar schwebt die Heiliggeisttaube. Die Kanzel stammt aus dem 17. Jahrhundert. Die Orgel wurde 1953 von der Orgelbau Hardt gebaut.